# The Surrey with the Fringe on Top
The Surrey with the Fringe on Top (Die Kutsche mit Fransen am Dach) ist der zweite Titel aus dem 1943 uraufgeführten Musical Oklahoma! von Richard Rodgers (Musik) und Oscar Hammerstein II (Text). Es kommt auch in der Filmversion von 1955 vor.

## Allgemeines

Ein Surrey mit Fransendach

Im Musical ist es das zweite Lied nach der Eröffnungsnummer Oh What a Beautiful Mornin' . Curly versucht Laurey mit diesem Lied zu überreden, auf ein Tanzfest zu gehen und bietet ihr die Möglichkeit, sie in einem schicken gemieteten Surrey mitzunehmen. In der Filmversion ist der Surrey – ein leichter Wagen mit dekorativen Dach des offenen Oberteils – in einer kurzen Fantasy-Sequenz zu sehen. Laurey macht sich über Curlys Träumereien lustig, geht weg und merkt nicht, dass Curly tatsächlich ein solches Surrey gemietet hat.
Am Ende erscheint das Surrey real, wenn Curly und Laurey in ihre Flitterwochen fahren.

## Jazzstandard
Das Lied wurde zum Jazzstandard, der unter anderem von Miles Davis, Wynton Kelly, McCoy Tyner und Grant Green interpretiert wurde.

## Textauszug
Die Räder sind gelb, die Polsterung ist braun,

Das Armaturenbrett ist aus echtem Leder.

Mit Vorhängen, die man herunterrollen kann,

Für den Fall, dass das Wetter umschlägt.

Zwei helle Seitenlichter blinken und funkeln.

Ich glaube, es gibt kein schöneres Gespann.

Du kannst dein Gespann behalten, wenn du denkst, dass ich tauschen will

Gegen den glänzenden kleinen Surrey mit den Fransen auf dem Dach.

## Trivia
Im Film Harry und Sally singt Harry das Lied mit einem Karaoke-Geräts in einem Kaufhaus, als seine Ex-Frau auftaucht.